# Zalam
Zalam è un comune dell'Azerbaigian situato nel distretto di Qəbələ. Conta una popolazione di 691 abitanti.